# Stéphane Poulhiès
Stéphane Poulhies (Albi, 26 de junio de 1985) es un exciclista profesional francés. Debutó como profesional a finales de 2005 con el equipo Ag2r Prévoyance y desde 2010 a 2012 corrió por el equipo Saur-Sojasun. Su victoria más importantes como profesional es una etapa del Tour de l'Ain.

## Palmarés
2005
- 1 etapa del Triptyque des Monts et Châteaux
- 1 etapa del Ronde d'Isard

2007
- 1 Etapa del Tour del Porvenir

2010
- 1 etapa del Tour de l'Ain

2011
- 1 etapa de la Estrella de Bessèges

2012
- 1 etapa de la Estrella de Bessèges
- 1 etapa de la Ruta del Sur

2015 (como amateur)
- Tour de Gironde, más 1 etapa
- 1 etapa del Kreiz Breizh Elites

## Resultados en Grandes Vueltas
Durante su carrera deportiva consiguió los siguientes puestos en las Grandes Vueltas:
| Carrera | Carrera         | 2006 | 2007 | 2008  | 2009 | 2010 | 2011 | 2012 | 2013  | 2014 | 2015 | 2016 | 2017 |
| ------- | --------------- | ---- | ---- | ----- | ---- | ---- | ---- | ---- | ----- | ---- | ---- | ---- | ---- |
|         | Giro de Italia  | —    | —    | —     | —    | —    | —    | —    | —     | —    | —    | —    | —    |
|         | Tour de Francia | —    | —    | —     | —    | —    | —    | —    | —     | —    | —    | —    | —    |
|         | Vuelta a España | —    | —    | 128.º | —    | —    | —    | —    | 138.º | —    | —    | —    | —    |

—: no participa

## Equipos
- Ag2r (2005-2009)
  - Ag2r Prévoyance (2005-2007)
  - Ag2r-La Mondiale (2008-2009)
- Saur-Sojasun (2010-2012)
- Cofidis, Solutions Crédits (2013-2014)
- Occitane Cyclisme Formation (2015) (amateur)
- Armée de terre (2016-2017)
- Occitane Cyclisme Formation (2018-2019) (amateur)